# My Old Kentucky Home
My Old Kentucky Home è un film del 1926 diretto da Dave Fleischer e Dick Huemer.
È un breve cortometraggio animato prodotto dalla Out of the Inkwell Films (poi Fleischer Studios) e distribuito dalla Red Seal Pictures, facente parte della serie Song Car-Tunes. Il film utilizza la canzone My Old Kentucky Home (1853) di Stephen Foster e venne registrato con il sistema sonoro ottico Phonofilm di Lee De Forest.
Uscito due anni dopo l'inizio della serie (maggio 1924) e due anni prima di Dinner Time di Paul Terry (settembre 1928) e di Steamboat Willie di Walt Disney (novembre 1928), My Old Kentucky Home sembra essere il primo tentativo di dialogo animato.

## Storia
Già prima di My Old Kentucky Home c'erano stati altri esperimenti col sonoro sincronizzato all'immagine del film soprattutto per quanto riguardava la musica che accompagnava di solito il film muto, anche i fratelli Fleischer avevano già avviato la trovata della palla rimbalzante in un precedente corto della serie, My Bonnie Lies over the Ocean (1925).
Nel film un cane pronuncia le parole «Follow the ball, and join in, everybody» in notevole sincronizzazione benché l'animazione fosse un po' limitata, facendo in modo che il labiale fosse sincronizzato perfettamente.

## Influenza culturale
Nell'episodio Crostaceo in amore della seconda stagione di Futurama una clip di My Old Kentucky Home è usata nella sigla d'apertura.